# Bierviltje

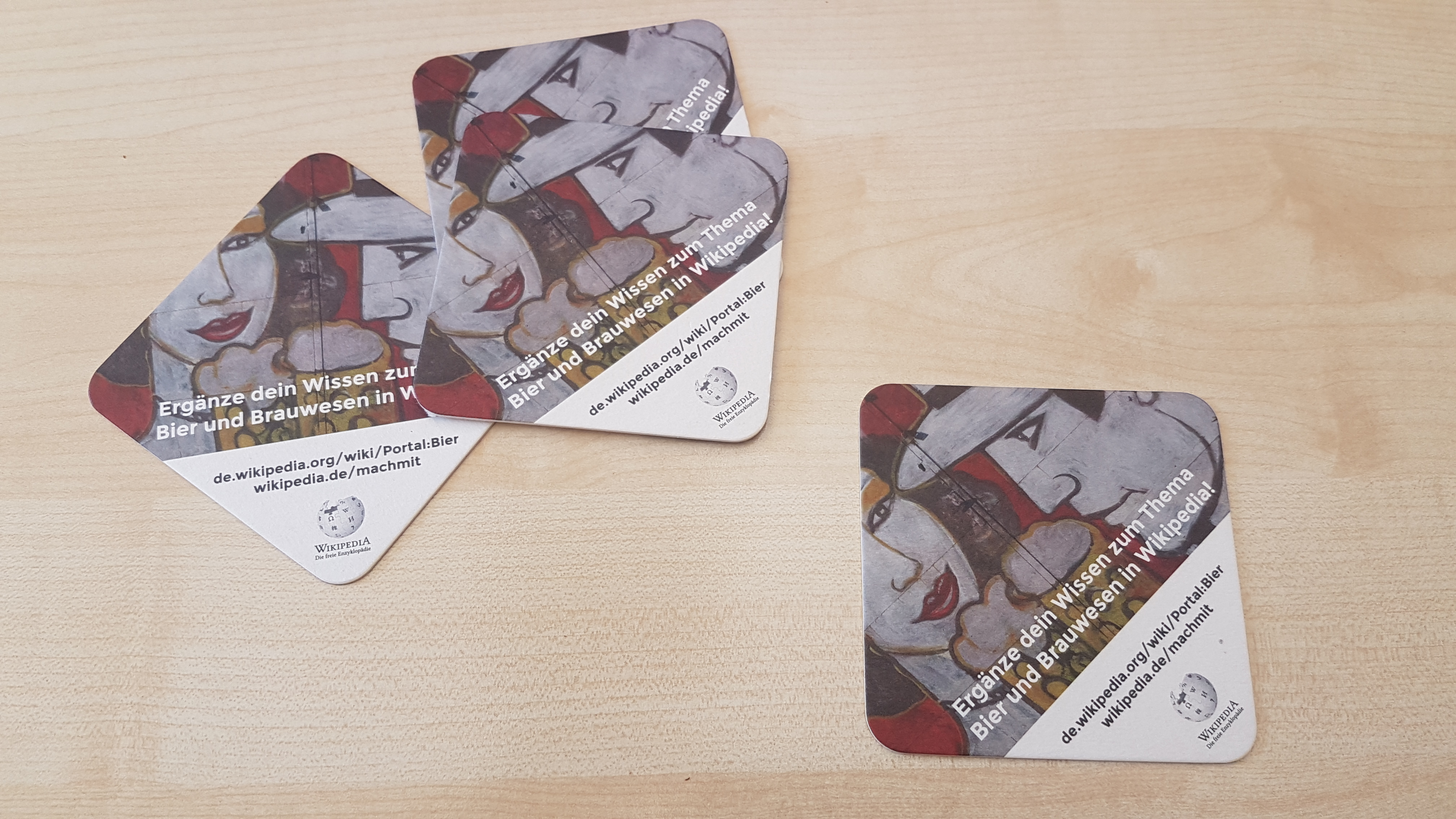

Een bierviltje is een onderzetter gemaakt van viltkarton dat gebruikt wordt om een glas op te zetten. Zo wordt de tafel niet nat door vocht dat door morsen, condensatie of schoonspoelen aan het glas hangt. Een bierviltje is meestal bedrukt met reclame voor bier. Een traditioneel rond bierviltje heeft een diameter van 107 millimeter.

## Geschiedenis
De voorlopers van het bierviltje waren porseleinen of aardewerken onderzetters. Het bierviltje van houtpulp werd in 1892 gedeponeerd door Robert Sputh uit Dresden. Het productieproces werd in 1903 geperfectioneerd door Casimir Otto Katz. Deze industrieel gebruikte vurenhout, waarvan de lange vezels een hoog absorberend vermogen hebben. Aan dat productieproces veranderde weinig tot in 1960 een Finse maatschappij het crèmeachtige karton met een laag pure witte cellulose bedekte. Hierdoor namen zowel de bedrukbaarheid als het absorberend vermogen van het viltje toe. Het bierschuim dringt door het cellulose in het karton en wordt daar vastgehouden.
In het verleden werden bierviltjes altijd in een vaste vorm geleverd; ze waren altijd rond en hadden een vaste maat. De bierviltproducerende industrie werd inventiever, bierviltjes kwamen er in allerlei soorten en maten. Ook het gebruik van viltjes is door de jaren heen uitgebreid. Soms houden bierbrouwerijen of andere reclamemakers acties (bijvoorbeeld zelf slogans verzinnen) waarbij het bierviltje als deelnemersformulier gebruikt kan worden (men wordt dan wel verzocht droge viltjes te gebruiken).
De viltjes zijn voor sommige mensen een verzamelobject. Ook zijn er meerdere spelletjes met bierviltjes. Dit zijn meestal behendigheidsspelletjes, waarbij het de bedoeling is met een bepaalde handbeweging met een viltje een vooraf bepaalde plek te bereiken, zoals op een glas.